# Arley Méndez
Arley Méndez Perez (ur. 31 grudnia 1993) – chilijski sztangista, reprezentant Chile na mistrzostwach świata w podnoszeniu ciężarów w 2017 roku oraz w 2018 roku. 